# ثوم صلب
ثوم صلب (الاسم العلمي: Allium robustum) هو نوع من النباتات يتبع جنس الثوم من فصيلة النرجسية.